# Gerlach Adolph von Münchhausen
Il barone Gerlach Adolph von Münchhausen (Berlino, 5 ottobre 1688 – Hannover, 26 novembre 1770) è stato un politico tedesco, ministro a servizio del Casato di Hannover.
Ministro fidato di Giorgio II nell'Elettorato di Hannover, in questa posizione nel 1734 fu de facto il fondatore, primo procuratore e grande sostenitore dell'Università di Gottinga. Dal 1753 fu presidente della camera per il dipartimento delle finanze di stato. Sotto il governo di Giorgio III divenne primo ministro nell'Hannover.

## Biografia

### I primi anni
Gerlach Adolph nacque a Berlino nel 1688, figlio di Gerlach Heino von Munchausen (1652-1710), ciambellano del Grande Elettore ed in seguito rittermeister di Federico I di Prussia. Suo padre possedeva il castello Wendlinghausen nella contea di Lippe, edificio che suo nonno Hilmar il giovane von Munchausen aveva costruito nel 1615. Sua madre era Katharina Sophie von Selmnitz zu Steinburg, erede di una vasta tenuta a Straußfurt (Turingia). Gerlach Adolph era inoltre cugino col famoso Barone di Münchhausen.
Egli era il quarto di undici figli. Suo fratello maggiore Ernst Friedemann (1686-1776) era divenuto ciambellano nel ducato di Sassonia-Weimar, mentre un suo fratello minore, Philipp Adolph (1694-1762)fu anch'egli al servizio di Giorgio II divenne capo della German Chancery di Londra. Nel 1715 sposò Wilhelmine Sophie von Wangenheim dalla quale ebbe due figli che morirono in tenera età e che morì nel 1750. Nel 1755 si risposò con Christiane Lucie von Schulenburg, figlia di sua sorella, ma il matrimonio non diede eredi.

### La carriera
Gerlach Adolph iniziò i propri studi nel 1707 all'Università di Jena, passando poi nel 1710 ad Halle ed infine nel 1711 a Utrecht, sempre nell'ambito della giurisprudenza ove sostenne una tesi avente per argomento in latino De Vicariatu Italico. Nel 1714 iniziò a lavorare alla corte di appello di Dresda per poi passare a quella di Celle nel 1716. Durante un processo entrò in contatto con David George Strube che rimarrà suo amico e confidente per il resto della sua vita. Tra il 1726 ed il 1728 fu ambasciatore al Reichstag di Ratisbona.
Le elezioni imperiali e incoronazioni di Carlo VII (1742) e Francesco I (1745), lo rimisero in gioco come ambasciatore, giocando un ruolo importante soprattutto nell'ultima delle due elezioni. Dal 1753 divenne responsabile statale delle finanze e nel 1757 promosse largamente un'intesa di stato in vista della Guerra dei Sette anni con Federico II di Prussia per proteggere l'Hannover dalle ingerenze di Francia e Austria e con la speranza di annettere territorialmente le diocesi di Hildesheim, Osnabrück e Paderborn. Durante l'occupazione francese che fece seguito alla Battaglia di Hastenbeck, fu l'unico ministro a non abbandonare la sua posizione ed a cercare invece di trattare con gli invasori per alleviare lo sfruttamento economico della regione. Nel 1765 Munchausen venne nominato da re Giorgio III suo primo ministro nell'Hannover.

### L'istituzione dell'Università di Gottinga
Dal 1731 Munchausen collaborò col sovrano inglese per la creazione di un'università statale e indusse il monarca a trovare i finanziamenti necessari; nel 1734 infine venne fondata l'università statale di Gottinga, di cui rimase il curatore per quasi quarant'anni, sino al 1770.